# Круговская волость (Егорьевский уезд)
Круговская волость — волость в составе Егорьевского уезда Рязанской губернии, существовавшая до 1922 года.

## История
Круговская волость существовала в составе Егорьевского уезда Рязанской губернии. Административным центром волости было село Круги. В 1922 году Егорьевский уезд был включен в состав Московской губернии.
22 июня 1922 года волость была упразднена, селения волости присоединены к Лелеческой волости.

## Состав
На 1885 год в состав Круговской волости входило 2 села и 13 деревень.
| Вид     | Наименование | Население, чел. (1885 год) | Население, чел. (1905 год) |
| ------- | ------------ | -------------------------- | -------------------------- |
| село    | Круги        | 236                        | 267                        |
| деревня | Кочема       | 423                        | 457                        |
| деревня | Ксенофонтово | 284                        | 284                        |
| деревня | Парфентьево  | 266                        | 338                        |
| деревня | Фетюхино     | 182                        | 196                        |
| деревня | Саламаево    | 95                         | 114                        |
| деревня | Поцелуево    | 258                        | 264                        |
| деревня | Левино       | 137                        | 172                        |
| деревня | Белавино     | 69                         | 109                        |
| село    | Горки        | 442                        | 499                        |
| деревня | Лосина       | 181                        | 231                        |
| деревня | Пашутино     | 103                        | 126                        |
| деревня | Бобково      | 399                        | 456                        |
| деревня | Поповская    | 493                        | 477                        |
| деревня | Васильково   | 291                        | 277                        |

## Землевладение
Население составляли 24 сельские общины. Две общины принадлежали к государственным крестьянам, остальные бывшие помещичьи крестьяне. Все общины, кроме одной, имели общинную форму землевладения. 12 общин делили землю по ревизским душам, 6 по работникам, 3 по наличным душам и в двух общинах государственных крестьян по числу старых душ, бывших во время выхода на выкуп. Луга делились ежегодно.
Арендной земли было мало. Домохозяева, имевшие арендную землю, составляли менее 3% всего числа домохозяев волости.

## Сельское хозяйство
Почва в большинстве общин супесчаная или песчаная, реже суглинистая. Хороших лугов было мало, в основном болотистые или суходольные. Дровяной лес имелся в немногих общинах, в большей части леса не было или рос кустарник. Крестьяне волости сажали рожь, овёс, гречиху, просо и картофель. В некоторых общинах овса не сеяли. Топили дровами и сучьями, которые в основном покупали.

## Местные и отхожие промыслы
Главным местным промыслом было ткание нанки из готовых основ. Этим занимались как мужчины так и женщины почти во всех общинах. В одной общине занимались разведением хмеля.
В 1885 году отхожими промыслами занимались 388 мужчин и 22 женщины. Из них 47 мужчин и 5 женщин работали на различных фабриках, в основном ткацких, кроме того было 37 столяров, 19 серебряков, 15 сапожников, 26 булочников, 51 извозчик, 25 торговцев и т.д. Уходили в большинстве случаев в Москву и Петербург.

## Инфраструктура
В 1885 году в волости имелось 4 кузницы, 1 ветряная мельница, 6 питейных заведений, 3 чайных и 2 мелочных лавки. Школа одна в селе Кругах.